# Notoniscus australis
Notoniscus australis är en kräftdjursart som först beskrevs av Charles Chilton 1909.  Notoniscus australis ingår i släktet Notoniscus och familjen Styloniscidae. Inga underarter finns listade i Catalogue of Life.